# Historia de Santoña
La historia de Santoña solo se puede explicar por sus condiciones geográficas, situada al pie del Monte Buciero y rodeada, casi en su totalidad, por el Mar Cantábrico. Así, el refugio que proporcionaba el monte atrajo a los primeros pobladores. Posteriormente, su situación estratégica influyó decisivamente en el devenir histórico y económico de la villa.

## Época prehistórica
Se sabe que hubo asentamientos en el Paleolítico y en el Mesolítico. En el monte Buciero se han encontrado yacimientos que se han catalogado como del periodo Magdaleniense Superior y Epipaleolítico. Se han encontrado vestigios en la cueva de San Carlos, La Horca del Fraile, la Fragua, la Higuera y otras. La Universidad de Cantabria tiene establecido un programa de prospección arqueológica por la zona.
Las cuevas y refugios prehistóricos que se han descubierto y han sido estudiados hasta la fecha en el Monte de Santoña son:
- Cueva del Perro

Tradicionalmente era utilizada para cobijo de los rebaños de cabras que se apacentaban en el monte. Su descubrimiento como abrigo prehistórico fue debido al interés y estudio de un grupo de aficionados integrado en su mayor parte por maestros nacionales que solían frecuentar el monte en largas caminatas. En 1984 un santoñés llamado Antonio Vinatea Cagigas, gran conocedor de la zona les puso sobre aviso de la existencia de la cueva. El grupo de maestros descubrió en ella gran indicio de huellas prehistóricas pero en un principio mantuvieron el secreto temiendo que su divulgación desataría una excesiva curiosidad y visitas indiscriminadas que a la larga dañarían el hallazgo. Pasado algún tiempo decidieron comunicar el descubrimiento al Ayuntamiento de Santoña que trató el asunto en la Comisión Permanente en fecha del 16 de febrero de 1984. La Comisión informó al Departamento de Prehistoria y Arqueología de la Universidad de Cantabria. La prensa dio también la noticia y la cueva se vio objeto de varias catas realizadas por estudiosos y aficionados.
El abrigo de la Cueva del Perro está situado a 50 m sobre el nivel del mar y a unos 200 m al este del fuerte de San Carlos, en el acantilado del sureste del monte. La parte inferior estuvo habitada en el Paleolítico (periodo Magdaleniense final) y en ella se encontraron raspadores, buriles y puntas azilienses. Otros restos encontrados demuestran que sus habitantes utilizaron ocres naturales y otros colorantes para sus tareas. En una de sus paredes pueden verse grabados lineales y profundos. El estudio de estos elementos dio a conocer la época de transición del Paleolítico Superior final al Mesolítico, siendo el primer yacimiento costero de Cantabria de estas características.
El grupo de maestros ya citado se interesó por la cueva de San Carlos donde encontró otros vestigios prehistóricos. A raíz de estos descubrimientos la Universidad de Cantabria se interesó con más atención y se realizaron una serie de estudios y exploraciones por el monte, lo que dio lugar al descubrimiento de otras cuevas.
- Cueva de La Fragua

Los hallazgos encontrados corresponden al Magdaleniense Superior. Sus habitantes (8900 a. C.) se dedicaban a la recolección de caracoles terrestres. En esta cueva se encontraron vestigios de hogueras, huesos y otros utensilios. Hacia el año 6400 la cueva debió ser habitada por hombres cazadores y mariscadores de roca.
- Cuevas de los Cuartos I y II.
- Cueva del Fortín de San Carlos.
- Cuevas de la Hiedra II y III.
- Cueva de la Peña de la Horca del Fraile con un interesante ajuar de cerámica decorada.
- Cueva Oscura.
- Cueva de la Varilla del Faro del Pescador.
- Cueva de Traslaencrucijada.
- Cueva de Santa María de Puerto, lugar situado al pie del monte y detrás de la iglesia, lugar muy conocido desde siempre por los vecinos de la zona, del barrio de Santoñuca.

Según los estudiosos de estas cuevas, el modo de vida de sus ocupantes era la caza de animales que el propio monte proporcionaba, así como ofrecía abundancia de frutos y productos vegetales. También se dedicaban al marisqueo y a una incipiente pesca fluvial. El monte les ofrecía suficiente leña para el fuego.

## Los romanos
La romanización fue muy importante en todo el territorio. Los romanos siguieron aquí la misma táctica que en el resto de la península: trazar calzadas y establecer puertos comerciales marítimos como el de Portus Vereasueca, Portus Blendium y Portus Victoriae Iuliobrigensium. Este último se cree que pueda ser o bien la ciudad de Santander o tal vez Santoña. Lo que sí es cierto es que entre los siglos I y IV existía en el lugar ocupado por Santoña un puerto romano situado estratégicamente para el comercio con el sur de la Galia. La arqueología ha dado bastantes datos al respecto. Se cree que estaba ubicado donde se encuentra hoy la iglesia románica de Santa María del Puerto. Entre otros objetos interesantes se han encontrado anzuelos romanos hechos en hierro y en bronce. Había una actividad pesquera muy importante así como la recolección de moluscos que se exportarían a lugares del interior.

### Arqueología
Al hacer en 1986 unas obras de abastecimiento de agua en la zona de la iglesia y al abrirse para ello unas cuantas zanjas, salieron a la luz junto al pórtico unos fragmentos de época romana. 

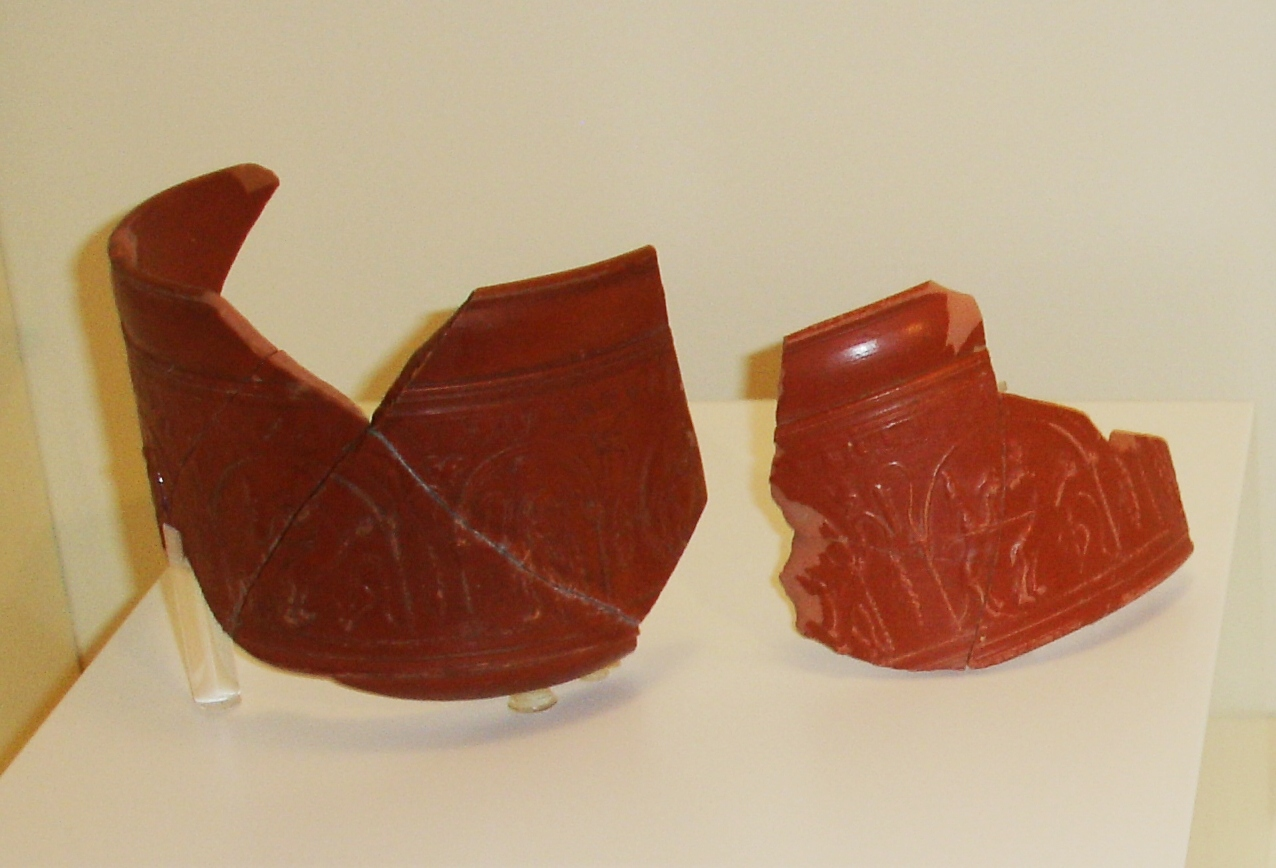
Fragmentos de un vaso de terra sigillata procecentes de la Galia encontrados en el yacimiento de Julióbriga.

Al mismo tiempo y en el espacio del jardín donde ahora están colocadas las campanas de la torre ya desaparecida se halló el fondo de una taza de terra sigillata, pieza de lujo que se fabricaba en el sur de la Galia con el sello (sigillum) del alfarero conocido como Iulius. Al poder datar esta pieza y otras más que fueron apareciendo, los arqueólogos tuvieron base para fechar la ocupación de una colonia romana establecida al amparo del puerto, en la segunda mitad del siglo I después de Cristo.
En la parte derecha del jardín apareció el yacimiento más valioso: un nivel romano intacto, un verdadero tesoro para los arqueólogos que lo calificaron como “el nivel romano más sellado de Cantabria”; se encontraron cerámicas de ajuar diario de terra sigillata, decoradas y muy bien trabajadas. Junto a la cerámica aparecieron monedas de los emperadores de los siglos II y III. Estos restos de ajuar diario, más las teselas de mosaicos, más los fragmentos de vidrio, más los estucos pintados al estilo pompeyano, más pequeñas joyas personales, fíbulas y agujas, todo esto, vino a demostrar un rico nivel de vida de aquellos ciudadanos romanos. También aparecieron aparejos de pesca.
Las excavaciones fueron efectuadas por el Instituto de Prehistoria y Arqueología Sautuola, con la ayuda del Ayuntamiento. Los sondeos dieron la cifra de varios miles de metros cuadrados del hábitat romana, lo que demuestra un establecimiento de cierta importancia. Santoña debió evolucionar favorablemente al amparo del puerto romano y con la caída del Imperio sufriría el mismo declive que el resto de las provincias. En el caso de Santoña este fenómeno se encuentra evidente en la capa de arena de dunas encontrada en el jardín de la iglesia, por encima del nivel romano. Esto indica que a partir de ese nivel no hubo continuación de asentamiento humano; las arenas estériles prueban el despoblamiento de los siglos posteriores hasta llegar al humus superior con indicios de edificaciones y enterramientos.

## Reconquista y repoblación
En el siglo VIII con el reinado de Alfonso I de Asturias hubo un auge de repoblación. Así se cuenta en la Crónica de Alfonso III. La repoblación en la Alta Edad Media se hacía a partir de los monasterios y uno de los más antiguos fue el de Santa María del Puerto que dio origen real a la villa de Santoña en el siglo IX. La población de la villa siguió los mismos avatares que la vida del monasterio hasta el siglo XV en que su poder había ya disminuido. 
A mediados del siglo IX la costa cantábrica sufrió los saqueos y correrías de los normandos. Su objetivo era ocupar Galicia con el fin de tener una buena base desde la cual poder hacer sus incursiones por la costa atlántica. Santoña en este sentido era un puerto estratégico, por lo que trataron de invadirla en varias ocasiones hasta que finalmente lo consiguieron sentando sus bases durante 10 años.
Posiblemente la entrada de Santoña en la historia como núcleo establecido y organizado se deba a la repoblación en torno al monasterio de Santa María de Puerto. De los orígenes del monasterio se sabe poco y relacionado con leyendas, pero sí está documentada la intervención del abad Paterno que llegó a Santoña hacia el 1038. Con el apoyo del rey navarro García III "El de Nájera", restauró el edificio, reorganizó la comunidad religiosa y llevó a cabo una intensa tarea de repoblación. Así fue como aumentó el número de habitantes, se levantaron casas, se cultivó la tierra y comenzó para Santoña la verdadera vida como población. Muchos historiadores consideran al abad Paterno como el verdadero fundador de Santoña.
Tradicionalmente se dice que Santoña tuvo un papel muy importante en la conquista de Sevilla en 1248 por el rey Fernando III el Santo, participando con tropas por tierra y con una escuadra por mar, al mando de Ramón Bonifaz (primer Almirante de Castilla). La contribución de los santoñeses quedó plasmada en el propio escudo de la villa donde aparece abajo una nave y a su derecha una torre que se dice es la torre del Oro de Sevilla.

### Los linajes en Santoña
Según el historiador Lope García de Salazar, en Puerto hubo desde antiguo dos linajes:
- Linaje de los De la Cosa.
- Linaje de los Laverde (o La Verde).

Ambos linajes pertenecían a su vez al bando de Trasmiera llamado bando de los Negretes perteneciente al linaje de los Agüero. Pero a fines del siglo XIV estos dos linajes santoñeses se independizaron el uno del otro:
- El linaje de los De la Cosa se unió a los linajes de Isla llamados Castillo y Sánchez de Aro.
- El linaje de los Laverde (o La Verde) se asoció con los Maeda, otro linaje santoñés muy antiguo.

Los dos linajes, De la Cosa y Laverde mantuvieron entre sí guerras banderizas por la obtención de la hegemonía de la villa, manteniendo a veces verdaderas batallas campales; estas refriegas duraron hasta finales del siglo XV cuando fueron eliminadas por la política de los Reyes Católicos y por la imposición de la Santa Hermandad.

## Edad Moderna
En el siglo XV ya había asentadas en Santoña familias de marinos que comerciaban con Francia y Flandes, como la familia del Hoyo, que tenía su clientela en Brujas. De una de estas ilustres familias que habitaba en el barrio llamado de La Cosa procedía el navegante Juan de la Cosa, geógrafo y patrón de la carabela Santa María.
El descubrimiento de América llevó consigo un aumento del comercio lo que redundó en la economía de Santoña, favorecida por la disposición de su bahía. 
En 1542 los vecinos de Santoña solicitaron a los Reyes Católicos que cesase la sujeción de la abadía de Santa María del Puerto a la de Santa María de Najera, si bien dicha solicitud fue rechazada al oponerse la Casa de Nájera.
Fue en 1579 cuando Felipe II desmembró la abadía de Santa María del Puerto de la jurisdicción del abad de Nájera, aunque posteriormente, en 1615, la Corona cedió la villa a la Casa de Lerma.
En 1639, una escuadra francesa, al mando del Arzobispo de Burdeos arrasó la villa de Santoña, que entró en una fase de declive.
No obstante, la situación geográfica de Santoña la convirtió en lugar de refugio para los buques que transitaban por el Mar Cantábrico, siendo escenario de múltiples combates navales. Ello dio lugar a la construcción de diversas fortificaciones como la de San Carlos en 1668 o la de San Felipe.  Esta última se alzó como consecuencia del ataque llevado a cabo por una escuadra anglo-francesa en 1719 que pretendía evitar la construcción de diversos navíos, construcción que, según los gobiernos de Inglaterra y Francia, violaba los Tratados internacionales vigentes.
En 1705, Santoña compró su independencia, pasando a ser una villa libre.
En 1727 se estableció un astillero de navíos de guerra. Más tarde, en 1734 el Gobierno pretendió levantar en el puerto tres diques para buques de guerra, si bien las obras no pasaron de los cimientos.

## Siglo XIX
Durante la Guerra de la Independencia, Santoña jugó un papel fundamental dada su posición estratégica; este hecho provocó fricciones entre el rey José I, que defendía que Santoña era parte integral de su reino, y su hermano, el emperador Napoleón Bonaparte, que pretendía incorporar la población directamente al Imperio Francés. Santoña sirvió de depósito general de efectos de guerra de toda clase, favoreciendo de este modo las operaciones francesas. Ello explica que el ejército galo se preocupase de fortificar la villa. Asimismo, las autoridades francesas, ante el avance de las tropas anglo-españolas, buscaron refugio en Santoña, siendo la última plaza del Cantábrico en ser abandonada por las tropas galas ya que, pese a los intentos del ejército inglés de tomar la plaza en nombre de España, el previsor general francés quiso esperar a que fuesen las fuerzas españolas quienes se posesionasen de la misma el 28 de mayo de 1814.
En 1823, se estableció en Santoña la Diputación provincial de Bilbao al ser ocupada esta ciudad por los "Cien Mil Hijos de San Luis", manteniéndose allí hasta que la propia Santoña capituló ante las tropas francesas mandadas por el duque de Angulema el 27 de septiembre de dicho año.
Durante las Guerras Carlistas, Santoña sirvió de base para diversas operaciones militares, siendo además, lugar de refugio de autoridades y particulares que se vieron desplazados ante el envite de las fuerzas favorables al Infante Carlos María Isidro de Borbón. 
Por Real Orden de 1842, expedida por el Ministerio de Gobernación de acuerdo con el de Guerra, Santoña se convirtió en Plaza Fuerte de 2.ª orden. Así, a mediados del siglo XIX, la villa contaba con el fuerte Imperial (conocido vulgarmente como de Napoleón), los castillos de San Carlos, el Solitario, Galván Alto, Galván Bajo, San Martín y el Mazo y las baterías del Pasaje, de la Cruz, del Molino de Viento y del Águila, siendo varios los regimientos y batallones de los cuerpos de la 
Infantería, Artillería e Ingenieros que pasaraon a residir de manera permanente en sus cuarteles, convirtiendo a Santoña en un centro estratégico y de servicios de gran auge hasta 1931. Además, la mencionada Orden contemplaba la forma en que debía llevarse a cabo el crecimiento urbano de Santoña.
Posteriormente, como consecuencia de una Real Orden de 16 de noviembre de 1845 se construyó la carretera "de los Puentes", que permitía la comunicación entre Santoña y Burgos sin necesidad de rodear la bahía, lo que favoreció el comercio. En este sentido, Pascual Madoz señala que, en los años 1844 y 1845 se registraron en la Aduana unas mil entradas y salidas de buques con productos procedentes de distintos puntos geográficos.
A mediados del siglo XIX, Santoña se dividía en cinco barrios (la Verde, la Rivera, Santoñuca, la Cosa y el Cantal). Además, comprendía la aldea de El Dueso, los caseríos del Alechal, Llusa, el Sorbal y Santana, así como el arrabal de Piedrahíta.
En esta época, contaba con dos escuelas (una de niños y otra de niñas), un médico, un hospital militar, un Liceo y tres paseos con arbolado (el Pasaje, Campo de San Miguel y la Calzada). 
Por otra parte, en estos años Santoña pasa a ser frecuentada en verano por múltiples personas que pretendían restablecer su salud, naciendo la moda de los "Baños de Ola", cabiendo señalar que el clima y la disposición geográfica de la villa, azotada por vientos de nordeste y noroeste, impidió, a lo largo de la Historia, la proliferación de las epidemias que azotaban a las poblaciones vecinas.
Con el incremento del tonelaje y el calado de los buques más modernos, el puerto se volvió inadecuado, cediendo su importancia a otras grandes bahías como la de Santander o Bilbao. De esta forma el ritmo comercial se vio disminuido a finales de siglo. Sin embargo, este efecto se vio compensado con el auge de la industria conservera y de salazón, potenciada en Santoña a finales de siglo por inmigrantes italianos, produciéndose un auténtico renacimiento económico.

## sigloXX
Conserveros sicilianos enseñaron a los locales la técnica de cerco para pescar la anchoa y la técnica de salazonarla y filetearla. Estos empiezan a producir conservas de anchoas, vendiéndolas a las tiendas madrileñas, gracias a que la comunicación ferroviaria. El éxito permite pronto amplear la oferta con nuevos productos como bonito al natural, anchoas en barriles, y escabeches de besugo y sardina. La I Guerra Mundial permitió exportar a los dos bandos contendientes, por lo que algunas empresas conserveras pudieron acumular un gran capital, que utilizar para comprar vapores de pesca además de la modernización de las fábricas. En el primer decenio del siglo XX Santoña era la localidad líder de la cornisa cántabra por el buen hacer de sus empresas conserveras, por delante de la capital, Santander. El hecho de que Santoña adoptase una mayor predisposición a la fabricación de salazones, principalmente desde 1918, la convirtió en la principal productora cántabra de este producto, siendo la primera productora de salazones. Hasta 1927 Santoña era la principal localidad conservera de España.
El 11 de noviembre de 1933 el hidroavión Lockheed Sirius en que el famoso aviador Lindbergh se dirigía desde Suiza a Lisboa amerizó en aguas de Santoña a causa del temporal que se había levantado sobre el Cantábrico. El amerizaje sucedió sobre las cuatro de la tarde, después de sobrevolar un rato sobre Santoña. Lindbergh y su mujer, Anne Morrow, fueron alojados la familia Albo en su residencia, ya que con ellos les fue posible comunicarse en inglés. A la mañana siguiente, como el tiempo no mejoraba, Lindbergh fue invitado a una recepción improvisada en el Ayuntamiento, con una multitud aplaudiendo en la plaza. Toda la estancia creó alboroto y algarabía.  Al amanecer del día 13 los Lindbergh retomaron su viaje.

### Guerra civil española
El comandante José García Vayas, jefe del batallón de Santoña, de firmes convicciones izquierdistas, frenó en seco las aspiraciones de sublevación en Santoña, un cuartel donde se contaba con 600 hombres. El Penal del Dueso fue tomado por el ejército de Franco el 25 de agosto de 1937 y se convirtió en campo de concentración de los soldados republicanos hechos presos en el Frente Norte. El Penal del Dueso, Instituto Manzanedo, Cuartel de Infantería y el Fuerte de San Cristóbal encerraban a unos 1.200 prisioneros.
Santoña no quedó al margen durante la Guerra Civil la cual afectó profundamente a la localidad, que fue escenario de un hecho que llegaría a alcanzar gran trascendencia política e ideológica, se trata de la rendición de los batallones nacionalistas vascos en el denominado pacto de Santoña (1937). Este hecho ha permanecido durante mucho tiempo en silencio por ambas partes. Los republicanos no querían reconocer la traición de parte de sus tropas y los franquistas se resistían a admitir que una fuerza extranjera actuaba de manera autónoma y se permitía establecer negociaciones con el enemigo a sus espaldas. Pasado el tiempo ha llegado a alcanzar gran trascendencia política e ideológica en España, siendo muy polémico al señalarlo unos como una traición del Partido Nacionalista Vasco a la República y ser justificado por otros. 
La guerra civil supuso que los industriales conserveros fueran perseguidos por miembros del Frente Popular.

### Segunda mitad delsigloXX
Después de la Guerra Civil, Santoña y su industria se recuperaron. En los años 70 la flota contaba con alrededor de 600 embarcaciones y operaban 43 empresas conserveras. Sin embargo, esta industria depende de un factor tan variable como el volumen de capturas y, después de varias temporadas especialmente buenas se produjo un desplome inusual en las décadas siguientes que redujo el número de conserveras hasta 29 en el año 1998, que aun así seguían representando casi la mitad del total regional.

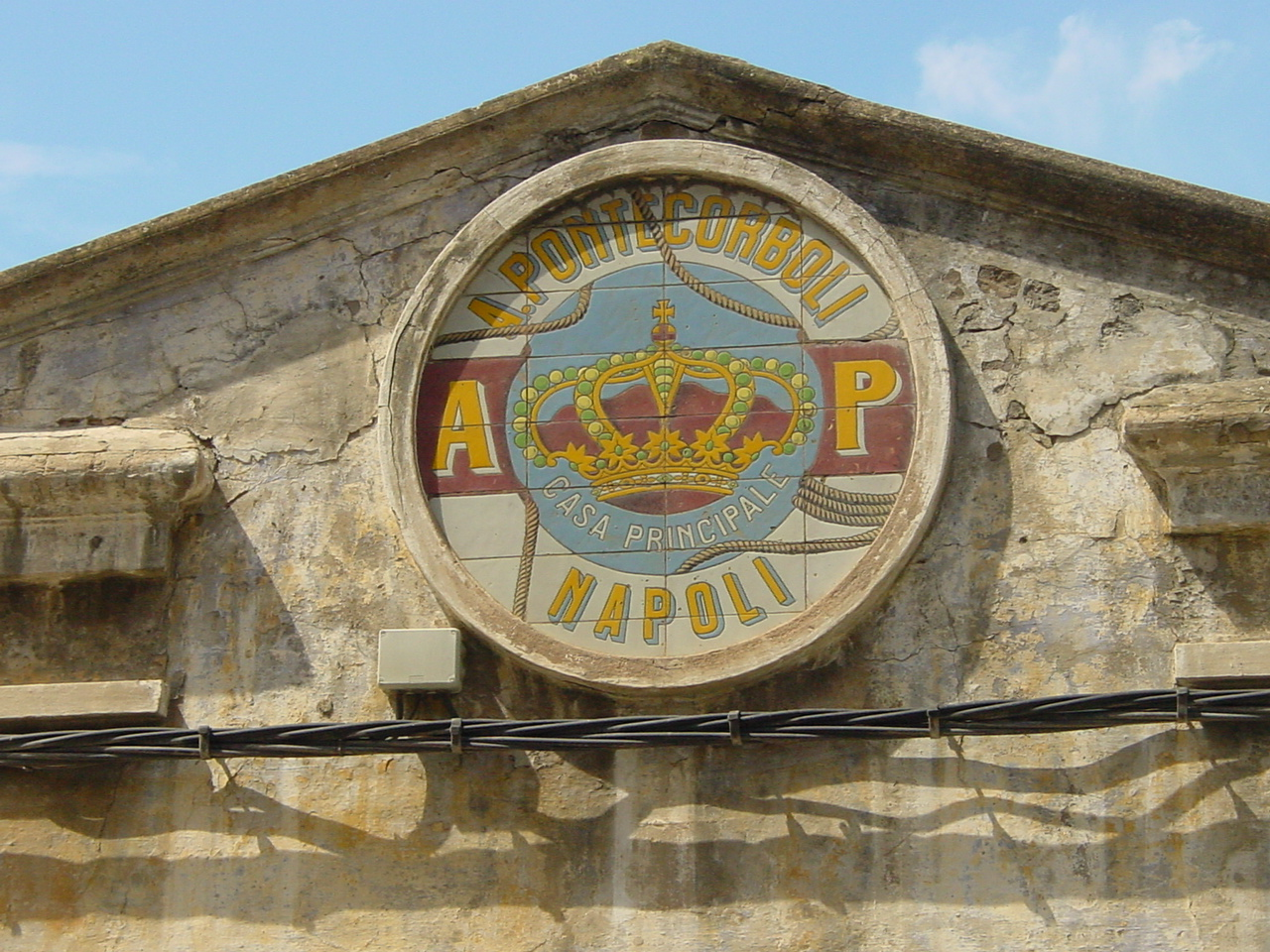
Antigua envasadora de anchoas en salazón.

Santoña es tradicionalmente una villa marinera y ha basado su economía en la pesca y sus sectores derivados y así siguió después de que los grandes barcos mercantes desaparecieran de su puerto. Al amparo de la pesca empezaron a aflorar las industrias conserveras que dieron vida a la villa y que en la actualidad son una parte muy importante de la economía. Las primeras fábricas de conserva fueron abiertas por empresarios italianos. La materia prima era la anchoa en salazón; los italianos tenían una gran tradición en la conserva de este pescado, pero la especie que se da en el Mediterráneo no es tan buena como la capturada en aguas del Cantábrico y ésta fue la razón de que muchos de ellos inmigraran a la villa de Santoña.
Fueron los italianos quienes enseñaron a los santoñeses la técnica en el preparado, la salazón y la soba de la anchoa (o bocarte, como se le llama en esta tierra). En los años 70 y 80 del siglo XX hubo un pequeño paréntesis en esta industria, pero después comenzó otra vez a estar en auge y en los primeros años del siglo XXI han proliferado las grandes y pequeñas fábricas de conserva.

## Santoña como Villa Real

### Antecedentes históricos
Se considera al abad Paterno como el verdadero fundador de la villa de Santoña por ser él quien llevó a cabo en el año 1038 el resurgimiento y restauración del monasterio de Puerto, la reorganización de su vida religiosa, la repoblación de gentes y la puesta en marcha de una importante economía agrícola. Los problemas que el abad pudo tener para llevar a cabo tal empresa al carecer la ciudad de reconocimiento, fueron subsanados por el rey García de Nájera quien otorgó un fuero llamado "Privilegio Viejo de Santoña", con fecha de 1074, que hizo de Santa María de Puerto un abadengo, cuyo señor sería el abad y sus sucesores, otorgándole los correspondientes derechos como señorío abacial: posesiones del monasterio, inmunidad jurisdiccional, refugio y franquicias de comercio y plaza de mercado.

### Pertenencia a Nájera
Desde la época de los reyes asturianos las comarcas cántabras de Liébana, Asturias de Santillana, Campoo y Trasmiera pertenecían al reino de Asturias. Después fueron patrimonio de los condes de Castilla y de los reyes de Navarra. El rey de Navarra Sancho III el Mayor (también conocido como Sancho Garcés III de Pamplona) heredó el condado de Castilla siendo por tanto dueño de las comarcas cántabras aquí citadas. A su muerte repartió el reino entre sus hijos, con el consiguiente enfrentamiento entre García de Navarra y Fernando de Castilla. García de Navarra (conocido también como García Sánchez III el de Nájera), creó el obispado de Nájera, incluyendo en este obispado algunas zonas de la Castilla condal, entre otras el abadengo de Puerto, que pasó a depender del monasterio de Santa María la Real de Nájera.
La historia sigue con Fernando I de Castilla, que al vencer en la batalla de Atapuerca a su hermano García el de Nájera, incorporó a su corona los territorios cántabros anexionados anteriormente a Navarra, con excepción de Trasmiera, por lo que Puerto, que pertenecía a Trasmiera, siguió estando sujeto a Nájera. El sucesor de Fernando I en el reino de Castilla fue su hijo Sancho II de Castilla. Este rey recobró el territorio de Trasmiera y desde ese momento el monasterio de Puerto dejó de pertenecer a Nájera, hasta que Sancho III de Castilla cedió de nuevo en 1158 el monasterio de Santa María de Puerto a Raimundo, abad de Santa María la Real de Nájera.
Las relaciones entre Puerto y Nájera no fueron nunca muy amistosas. Tanto la nobleza santoñesa como el abad del monasterio hicieron todo lo posible por romper el vínculo de unión. En el siglo XV se llevó una petición al respecto a los Reyes Católicos que fue desestimada. En el reinado de Felipe II, el monasterio de Santoña consiguió la independencia del de Nájera así como el estatus de Villa Real.

### Evolución hacia Villa Real
Durante toda la Edad Media, las ciudades, villas o núcleos de población regidos e integrados por monasterios eran lugares eclesiásticos y deudores de dichos abadengos, es decir, todas las ventas y derechos recaían sobre el monasterio. Así era la costumbre y así eran las leyes hasta el reinado de Felipe II. Este rey tuvo necesidad en un momento dado de sanear la Hacienda y uno de los objetivos para este fin fue la enajenación de villas y lugares eclesiásticos para lo cual tuvo que pedir el visto bueno al papa Gregorio XIII quien otorgó el permiso enviando un Breve Apostólico el 6 de abril de 1574. En este documento se daba permiso para que dicha enajenación pudiera tener lugar sin el consentimiento de los abades.
Según la ley vigente, el Concejo y los vecinos de los lugares en venta o enajenación tenían el derecho de comprar a su vez la Jurisdicción Real y esto fue lo que hizo el Concejo de Santoña, que siguiendo estas normas y reuniendo el dinero necesario consiguió que se llevara a cabo el asiento de venta el 20 de mayo de 1579, entre Santoña y la Corona, representando al Concejo Pedro Solórzano y Juan del Castillo que entregaron a la Corona 16.000 maravedises por cada uno de sus vecinos, tanto del núcleo de la población como de los barrios y aldeas, pagando además una buena cantidad al monasterio de Nájera, que desde ese momento dejaba de tener poder sobre el abadengo de Santa María de Puerto. El 4 de junio de 1579, Felipe II firmó la Cédula Real, tras lo cual Santoña quedó incorporada a la Corona como Villa Real. Tomó posesión de la Jurisdicción en nombre del rey, Gonzalo de Salamanca.
Después de las firmas, el escribano Juan del Castillo y el comisario del rey Gonzalo de Salamanca convocaron al Concejo para su constitución en villa. Hubo una sesión especial en que se celebró una ceremonia de reconocimiento del Rey como señor de la villa, además de hacerse los repartos y nombramientos de varios justicias, oficios públicos, etc. El Concejo tomó posesión de los barrios de El Dueso, Piedrahíta, Margotedo y Fuentecilla. El pregonero lanzó la noticia de que Santoña era a partir de ese día Villa Real, advirtiendo además que ya no había que abonar rentas a Nájera.
Transcurrieron así 36 años pero por una mala economía y muchas deudas contraídas, la villa de Santoña se vio en la necesidad de vender y enajenar de nuevo la Jurisdicción, no sin gran oposición de un gran número de vecinos cuyo optimismo les llevaba a creer que podrían superar la crisis. Compró la Jurisdicción el duque de Lerma que pudo sacar de apuros a sus habitantes durante 90 años.
En el siglo XVIII y bajo el reinado de Felipe V, la villa volvió a comprar la Jurisdicción Real por el importe de 12.000 ducados. El 10 de septiembre de 1705, el rey otorgó una Real Facultad (norma dictada por el Rey o su Cámara para disponer sobre los bienes, inferior en rango a la Real Cédula) por la que de nuevo Santoña era Villa Real, con todos los beneficios que ello pudiera llevar.